# علیرضا خدایی
علیرضا خدایی (زادهٔ ۱۲ اسفند ۱۳۸۰) بازیکن فوتبال اهل ایران است که در پست وینگر بازی می‌کند.

## دوران باشگاهی
خدایی فوتبال خود را از سنین نونهالی و در سن ۱۳ سالگی در آکادمی باشگاه پرسپولیس شروع کرد.

### نیروی زمینی
وی پس از چند سال حضور در رده‌های مختلف در باشگاه پرسپولیس برای انجام خدمت سربازی به تیم نیروی زمینی پیوست. وی پس از به پایان رساندن دوران خدمت خود به تیم پرسپولیس بازگشت.

### پرسپولیس
خدایی پس از بازگشت به باشگاه پرسپولیس در سال ۲۰۲۱ به تیم بزرگسالان پرسپولیس راه یافت و اولین بازی خود را در بازی جام حذفی در مقابل شاهین بندر عامری انجام داد، جایی که در دقیقه ۸۸ به عنوان بازیکن تعویضی جای احسان پهلوان به بازی آمد.

### سایپا
خدایی پس از تمدید قرارداد خود با پرسپولیس با عقد قراردادی قرضی راهی تیم سایپا شد.

### نفت مسجدسلیمان
در ۵ تیر ۱۴۰۱، علیرضا خدایی با عقد قراردادی قرضی و یک ساله به تیم نفت مسجدسلیمان پیوست.

## دوران ملی
امید ایران
علیرضا خدایی در سال ۲۰۲۲ به تیم ملی زیر ۲۳سال ایران دعوت شده و اولین بازی خود برای تیم امید را در بازی دوستانه مقابل تیم ملی زیر ۲۳ سال عراق به‌طور کامل از ابتدا در ترکیب تیم انجام داد.

## آمار

### باشگاهی
تا تاریخ ۲۷ ژوئیه ۲۰۲۲
| باشگاه         | دسته        | فصل        | لیگ  | لیگ | جام حذفی | جام حذفی | قاره‌ای | قاره‌ای | سوپر جام | سوپر جام | مجموع | مجموع |
| باشگاه         | دسته        | فصل        | بازی | گل  | بازی     | گل       | بازی   | گل     | بازی     | گل       | بازی  | گل    |
| -------------- | ----------- | ---------- | ---- | --- | -------- | -------- | ------ | ------ | -------- | -------- | ----- | ----- |
| نیروی زمینی    | لیگ ۲       | ۹۸–۱۳۹۷    |      |     |          |          | —      | —      | —        | —        |       |       |
| نیروی زمینی    | لیگ ۲       | ۹۹–۱۳۹۸    |      |     |          |          | —      | —      | —        | —        |       |       |
| نیروی زمینی    | مجموع       | مجموع      |      |     |          |          | —      | —      | —        | —        |       |       |
| پرسپولیس       | لیگ برتر    | ۰۰–۱۳۹۹    | ۰    | ۰   | ۱        | ۰        | ۰      | ۰      | ۰        | ۰        | ۱     | ۰     |
| پرسپولیس       | مجموع       | مجموع      | ۰    | ۰   | ۱        | ۰        | ۰      | ۰      | ۰        | ۰        | ۱     | ۰     |
| سایپا          | لیگ آزادگان | ۰۱–۱۴۰۰    | ۱۵   | ۲   | ۰        | ۰        | —      | —      | —        | —        | ۱۵    | ۲     |
| سایپا          | مجموع       | مجموع      | ۱۵   | ۲   | ۰        | ۰        | —      | —      | —        | —        | ۱۵    | ۲     |
| آلومینیوم اراک | لیگ برتر    | ۰۲–۱۴۰۱    | ۰    | ۰   | ۰        | ۰        | —      | —      | —        | —        | ۰     | ۰     |
| آلومینیوم اراک | مجموع       | مجموع      | ۰    | ۰   | ۰        | ۰        | —      | —      | —        | —        | ۰     | ۰     |
| مجموع آمار     | مجموع آمار  | مجموع آمار | ۱۵   | ۲   | ۱        | ۰        | —      | —      | —        | —        | ۱۶    | ۲     |

 نکته: به علت حضور تیم نیروی زمینی در لیگ دسته دوم فوتبال ایران اطلاعاتی از آمار بازی‌های خدایی برای این تیم در دست نیست.

### ملی
تا تاریخ ۱۰ ژوئن ۲۰۲۲
| تیم        | سال   | بازی | گل |
| ---------- | ----- | ---- | -- |
| امید ایران | ۲۰۲۲  | ۳    | ۰  |
| مجموع      | مجموع | ۳    | ۰  |

## افتخارات
پرسپولیس
- لیگ برتر (۱): ۰۰–۱۳۹۹
- سوپر جام (۱): ۱۳۹۹